# Braga Romana

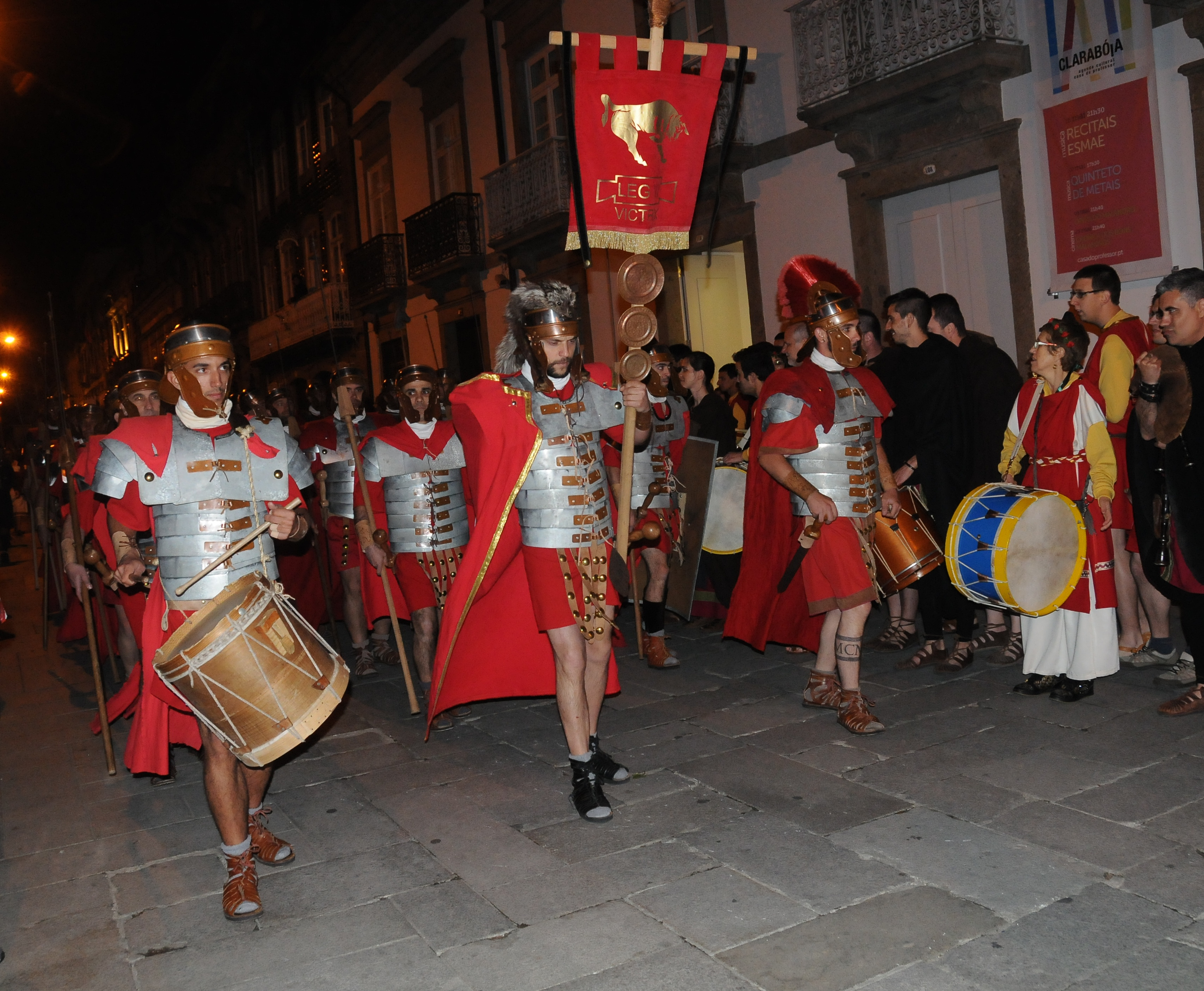
Cortejo noturno em 2014

Braga Romana é um evento que decorre anualmente em Braga em Maio ou Junho desde 2003. Pretende mostrar como seria a vida na cidade na época em que integrava o Império Romano, evocando o seu quotidiano como cidade-capital da província da Galécia. 
Nestas festividades, é recriado um mercado romano que é palco de artes circenses, representações dramáticas, simulações bélicas, personificações mitológicas, malabarismos, interpretações musicais e bailados da época de Bracara Augusta. 
Esta viagem no tempo inclui ainda a organização de uma escola romana, uma área de animação infantil e a tradicional recepção a Augusto (r. 27 a.C.-14 d.C.), em que se procede à leitura do édito fundador e à nomeação do administrador da cidade. 
As festividades incluem também dois Cortejos Romanos pelas ruas do centro histórico da cidade, um diurno e um nocturno.